# Per-Owe Smiding
Per-Owe Smiding, född den 10 februari 1950 i Bromölla, är en svensk före detta friidrottare (tresteg). Han vann SM-guld i tresteg åren 1973 till 1975 och hade svenska rekordet 1974 till 1980 (blev förste svensk att hoppa över 16 meter i tresteg). Han tävlade för KA 2 IF, och IFK Lund.
Han är tvillingbror till spjutkastaren Per-Eric Smiding.

## Idrottskarriär
Under inomhussäsongen 1972 vann Smiding SM med 15,18.
1973 vann Per-Owe Smiding SM för första gången (15,92).
1974 vann Smiding SM för andra gången, liksom första gången på 15,18. Utomhus 1974 den 11 augusti slog Smiding vid SM i Helsingborg (som han vann) Birger Nybergs svenska rekord från 1971, med ett hopp på 16,06. Han behöll rekordet till 1980 då Anders Mossberg hoppade 16,21. 
1975 vann Smiding sitt tredje SM-tecken i tresteg (15,75).

## Personliga rekord
- Längdhopp: 717 cm (Göteborg 13 juli 1978)[3]
- Tresteg: 1606 cm (Helsingborg 11 augusti 1974)[2]

## Fotnoter
1. 1 2   Svenska Mästerskapen i friidrott 1896-2005. Trångsund: Erik Wiger/TextoGraf Förlag. 2006. ISBN 91-631-9065-6, sid 115
2. 1 2   Sverigebästa genom tiderna i friidrott. Trångsund: Bengt Holmberg/TextoGraf Förlag. 2009. sid. 251. ISBN 978-91-977146-3-1
3. ↑   Sverigebästa genom tiderna i friidrott. Trångsund: Bengt Holmberg/TextoGraf Förlag. 2009. sid. 232. ISBN 978-91-977146-3-1